# 85-я улица — Форест-Паркуэй (линия Джамейка, Би-эм-ти)
|   |   |   |   |
| · | · | · | · |

|   |   |   |   |
| · | · | · | · |

«85-я улица — Форест-Паркуэй» (англ. 85th Street–Forest Parkway) — станция Нью-Йоркского метрополитена, расположенная на линии Джамейка, Би-эм-ти. Станция находится в Куинсе, в округе Вудхейвен, на пересечении Джамейки-авеню и 85-й улицы. На станции останавливается маршрут J (круглосуточно). Станцию проходит без остановки маршрут Z (в часы пик в пиковом направлении).
Станция была открыта 11 июня 1917 года. Она представлена двумя боковыми платформами. Между путями есть место для центрального экспресс-пути, который там построен так и не был. Платформы на станции огорожены высоким бежевым забором, имеется навес. Название станции представлено в стандартном варианте: на чёрных табличках с белой надписью на заборе.
Станция имеет два выхода. Работает только один: расположенный с восточного конца станции. Он представлен эстакадным мезонином, расположенным под платформами, в который с каждой платформы спускается по одной лестнице. В самом мезонине находятся турникеты. Здесь же можно в случае необходимости перейти с одной платформы на другую. Из мезонина в город ведут две лестницы — к перекрёстку Джамейки-авеню и 85-й улицы. Второй, ныне закрытый выход располагается с западного конца станции и приводил к Форест-Паркуэй.